# Chun Doo-hwan
Chun Doo-hwan (em coreano: 전두환; Hapcheon, 18 de janeiro de 1931 – Seul, 23 de novembro de 2021) foi um político sul-coreano, ditador da Coreia do Sul de 1980 até 1988 e organizador de um golpe de estado em 1980 contra o governo de Choi Kyu-hah, que ocupou o cargo de primeiro-ministro do país durante o mandato de Park Chung-hee.
Chun tomou o poder após o assassinato do presidente Park Chung Hee em 1979. Park também era um ditador militar, tendo governado desde 1961. Chun orquestrou o golpe militar de 12 de dezembro de 1979 e consolidou sua ditadura militar no golpe de 17 de maio de 1980, no qual declarou lei marcial e mais tarde estabeleceu um campo de concentração para "educação purificadora". Ele fundou a Quinta República da Coreia em 3 de março de 1981. Governou sob uma constituição um pouco menos autoritária que a da Quarta República de Park, mas ainda assim detinha amplos poderes executivos e usava violência extrema para mantê-los. Durante seu governo, a economia da Coreia do Sul cresceu em ritmo recorde, alcançando o primeiro superávit comercial do país em 1986. Após o movimento de democratização conhecido como Luta de Junho, em 1987, Chun cedeu e permitiu que a eleição presidencial de dezembro daquele ano fosse livre e aberta, sendo vencida por seu amigo próximo e aliado Roh Tae-woo, que continuou muitas de suas políticas durante seu próprio governo nos anos 1990.
Em 1996, Chun foi condenado pelo Tribunal Superior de Seul por várias acusações, incluindo traição e insurreição, devido ao golpe de 1979 e à declaração ilegal de lei marcial para subjugar a Assembleia Nacional e reprimir o Levante de Gwangju. A condenação foi confirmada pela Suprema Corte em abril do ano seguinte; no entanto, em dezembro, o presidente Kim Young-sam, seguindo o conselho do presidente eleito Kim Dae-jung — que havia sido sentenciado à morte pelo governo de Chun duas décadas antes —, perdoou tanto Chun quanto Roh. Este último havia sido condenado a 17 anos de prisão. Chun e Roh foram multados em 203 milhões e 248 milhões de dólares, respectivamente, valores desviados por corrupção durante seus regimes, que em grande parte nunca foram pagos.
Nos últimos anos de vida, Chun foi criticado por sua postura inflexível e pela falta de remorso por suas ações como ditador e pelos excessos de seu regime. Chun morreu em 23 de novembro de 2021, aos 90 anos, após uma recaída de mieloma.

## Biografia
Nasceu numa família de camponeses durante a ocupação japonesa na Coreia.
Chun ingressou no Exército logo após o colégio, subindo na hierarquia até se tornar comandante em 1979. Participou do golpe de Park Chung-hee, o que lhe garantiu um papel de destaque entre os militares do país. Quando o presidente Park foi assassinato, Chun liderou as investigações, aproveitando para assumir o controle das agências de inteligência da Coreia do Sul a fim de preparar um golpe.
De dezembro de 1979 a setembro de 1980, ele foi o líder de fato do país, governando como um militar não eleito com o presidente civil Choi Kyu-hah. Durante oito anos, comandou o país com um regime caracterizado pela brutalidade e repressão política, mas também pela prosperidade econômica. O crescimento econômico foi acompanhado de subornos em troca de cortes em impostos e outro benefícios governamentais para famílias poderosas. Chun governou sob a lei marcial, fechou o parlamento e as universidades, prendeu dissidentes e controlou as mídias do país.
Motivados pela morte de um estudante durante a tortura, um movimento democrático liderado por estudantes de todo o país exigiu um sistema eleitoral direto e, em 1987, fez Chun renunciar ao cargo.
Acusado de motim e traição, foi preso em 1995 após se recusar a comparecer ao Ministério Público e fugir para sua cidade natal. Ele e seu coconspirador e sucessor Roh Tae-Woo foram considerados culpados de motim, traição e suborno no que a mídia chamou de "julgamento do século". Durante o julgamento, Chun defendeu o golpe como necessário para salvar o país da crise política e negou enviar tropas no Massacre de Gwangju. Roh foi condenado à prisão e Chun à morte, mas foram perdoados em reconhecimento ao papel de Chun no desenvolvimento econômico do país e a transferência pacífica de poder. Os dois foram libertados em 1997 pelo presidente Kim Young-sam, a conselho do então presidente eleito Kim Dae-jung, que o governo de Chun havia condenado à morte cerca de vinte anos antes.
Sobreviveu a uma tentativa de assassinato perpetrada pela Coreia no Norte em território da Birmânia, em 1983.
Chun morreu em 23 de novembro de 2021, aos noventa anos de idade, em Seul.